# Biblioteca Central Xavier Amorós (Reus)
La Biblioteca Central Xavier Amorós és una biblioteca de la ciutat de Reus inaugurada el 22 d'abril de l'any 2003 per l'alcalde de la ciutat Lluís Miquel Pérez Segura i el Conseller de Cultura de la Generalitat Jordi Vilajoana. Forma part del Sistema de Lectura Pública de Catalunya i desenvolupa les funcions de biblioteca central urbana amb la Biblioteca Pere Anguera, com a biblioteca local de proximitat. Com a capital de comarca li correspon també la funció de coordinació de les biblioteques del Baix Camp, funció encara no desenvolupada (2020). Està situada al carrer de l'Escorxador número 1, a l'antic Escorxador Municipal, que va entrar en servei l'any 1894. La nova funció de l'edifici i va suposar una reforma i ampliació d'un edifici de propietat municipal, que té la categoria de Bé Cultural d'Interès Local.

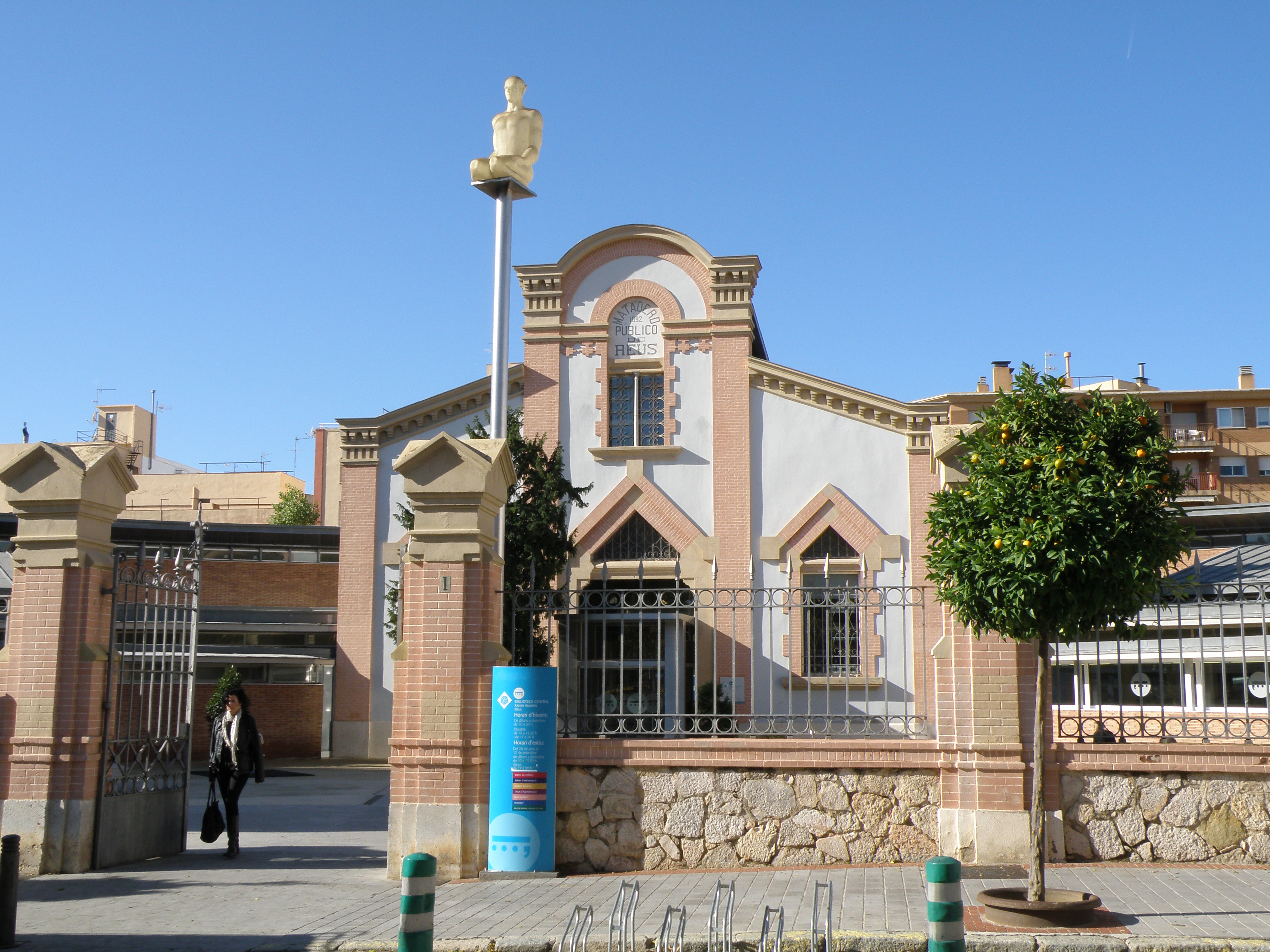
Biblioteca Central Xavier Amorós

El nom de la biblioteca tributa homenatge al poeta i escriptor reusenc Xavier Amorós Solà.

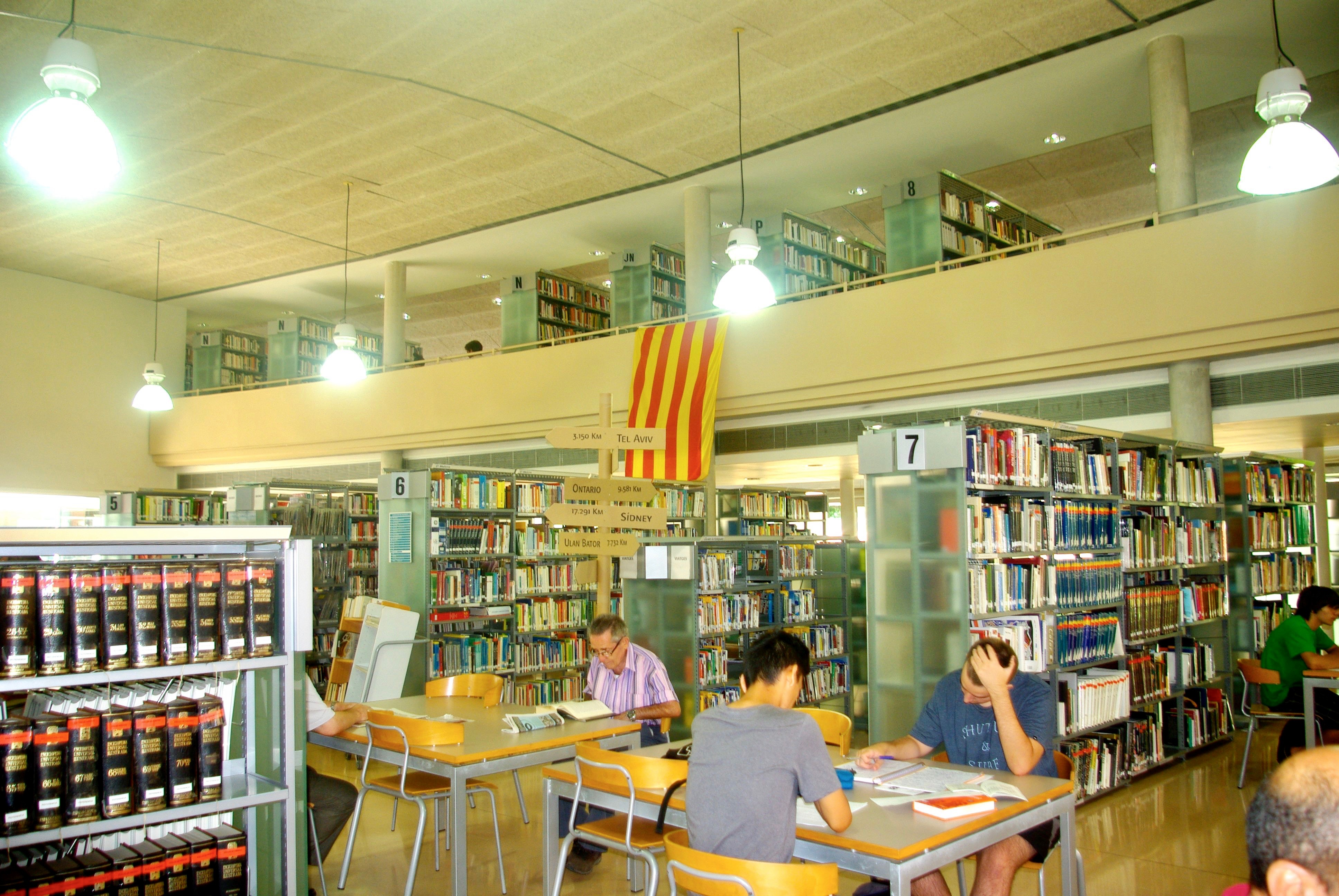
Sala general de la Biblioteca Central Xavier Amorós

## Història
A la ciutat de Reus es va intentar obrir al públic una biblioteca municipal en diverses ocasions. L'abril del 1870, un acord de la corporació municipal va decidir que el millor lloc per ubicar una biblioteca era al Carrer Ample, i l'alcalde va anar a Madrid per tal d'aconseguir subvencions del Ministerio de Fomento. Es van aconseguir, però l'obra no es va realitzar. Per Sant Pere de 1875 es va inaugurar una anomenada Biblioteca Municipal al segon pis de l'edifici de l'Ajuntament, amb poc èxit d'assistència. El 1876 el llavors director de l'Institut de segon ensenyament, senyor Eugeni Mata, va proposar que la biblioteca d'aquell centre passés a ser biblioteca pública, esperant així subvencions municipals. Entrat ja el segle xx, cap al 1914, l'Agrupació Excursionista de Reus, on hi havia intel·lectuals del prestigi de Josep Iglésies i Salvador Vilaseca, va demanar al consistori que aprofités la crida que havia fet la Mancomunitat de Catalunya per a construir biblioteques populars. L'Ajuntament va acordar acollir-se a aquella convocatòria. El Secretari va informar que havia rebut una comunicació de la Mancomunitat on es deia que s'havia adjudicat a la ciutat de Reus la biblioteca popular sol·licitada. Per algun motiu desconegut, es va abandonar la idea.
Durant la República, Ventura Gassol, Conseller de Cultura de la Generalitat, va proposar la creació de 35 biblioteques populars a Catalunya, una d'elles a Reus. El Bienni negre ho va impedir. A la segona meitat del segle xx, la proposta d'una biblioteca pública a Reus es va anar demorant una vegada darrera l'altra. Els fons bibliogràfics acumulats pel municipi durant aquests anys van passar per la Casa Rull, després per l'Arxiu Històric situat a la Plaça del Castell i finalment es van integrar al fons de reserva de la Biblioteca Central.

## Edifici

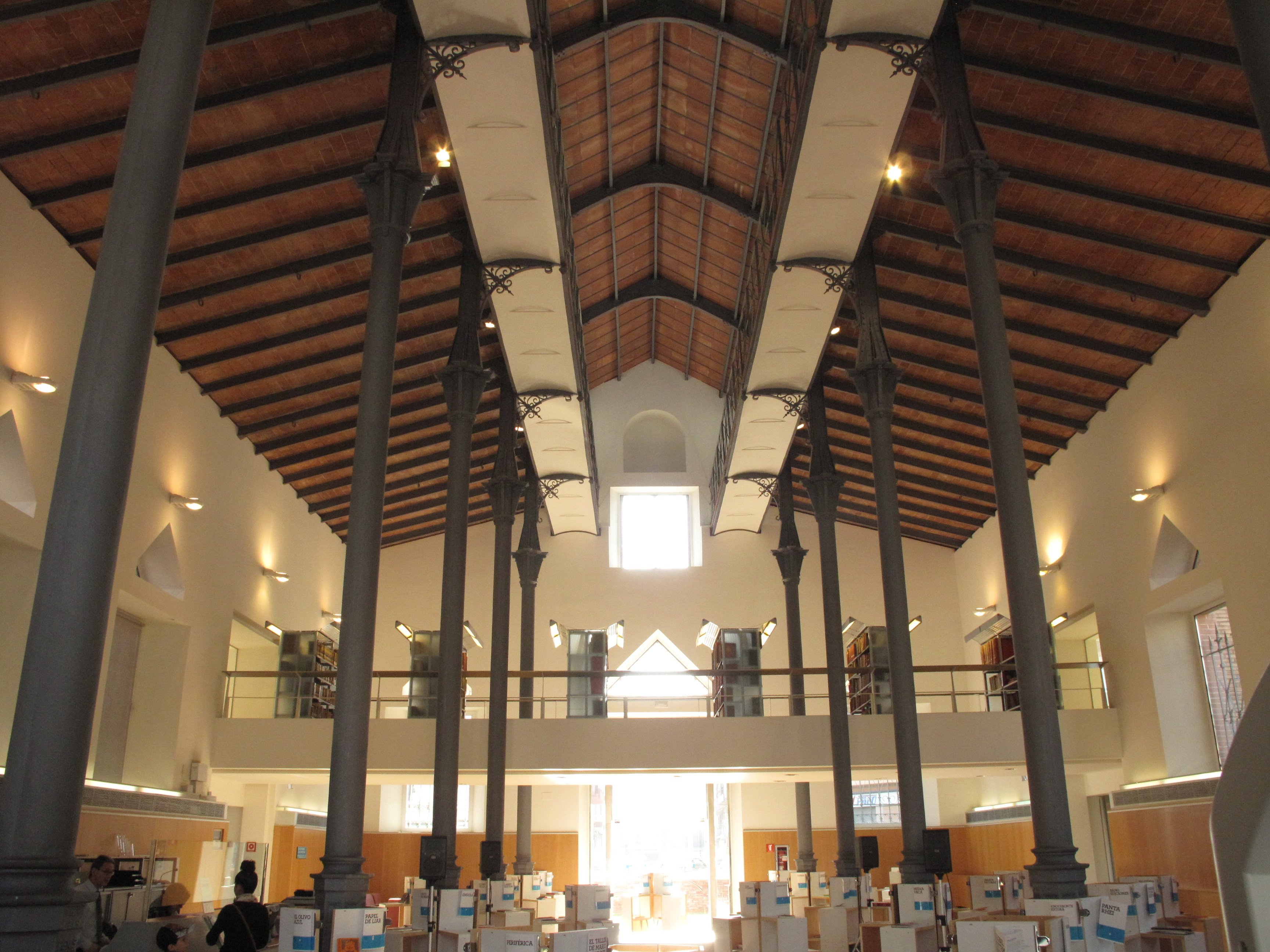
Sala Central

L'Antic escorxador, que va ser construït en terrenys desamortitzats de l'hort del Convent de Carmelites descalços de Sant Joan, és actualment la seu de la Biblioteca Central Xavier Amorós i va acollir també unes dependències de la UOC fins al 2024. Encara que ha perdut, amb el canvi d'ús, la il·luminació zenital que li donava la claraboia correguda, detalls funcionals com ara les barres per penjar els animals i les finestres graduables, la nau central o antiga sala de sacrificis segueix impressionant per l'alçada de les columnes de ferro colat i les filigranes que recolzen l'altell. El conjunt és fruit d'un primer projecte del 1884 de l'arquitecte municipal Francesc Borràs Soler, i d'un segon redactat, basant-se en l'anterior, el 1889, fet per l'arquitecte municipal Pere Caselles acabat de llicenciar, seguint l'estil del Modernisme industrial propi del moment per aquest tipus d'edificis. Borràs va dissenyar la nau central i Pere Caselles, els edificis que l'envolten i la tanca. L'any 1893 ja s'utilitzava la sala Gran de l'edifici. El febrer de 1894 es va construir la sala per a matar els porcs. La restauració per a l'ús actual va anar a càrrec dels arquitectes locals Joan Figuerola i Joan Gavaldà i ha respectat les singularitats de l'edificació antiga, amb els patis interiors i la cobertura exterior. Arrodoneix el conjunt l'escultura "Cos de Llum" de Jaume Plensa a l'entrada del recinte. El conjunt de construccions se separa del carrer mitjançant una tanca d'obra, maçoneria, pedra, i reixa de ferro.

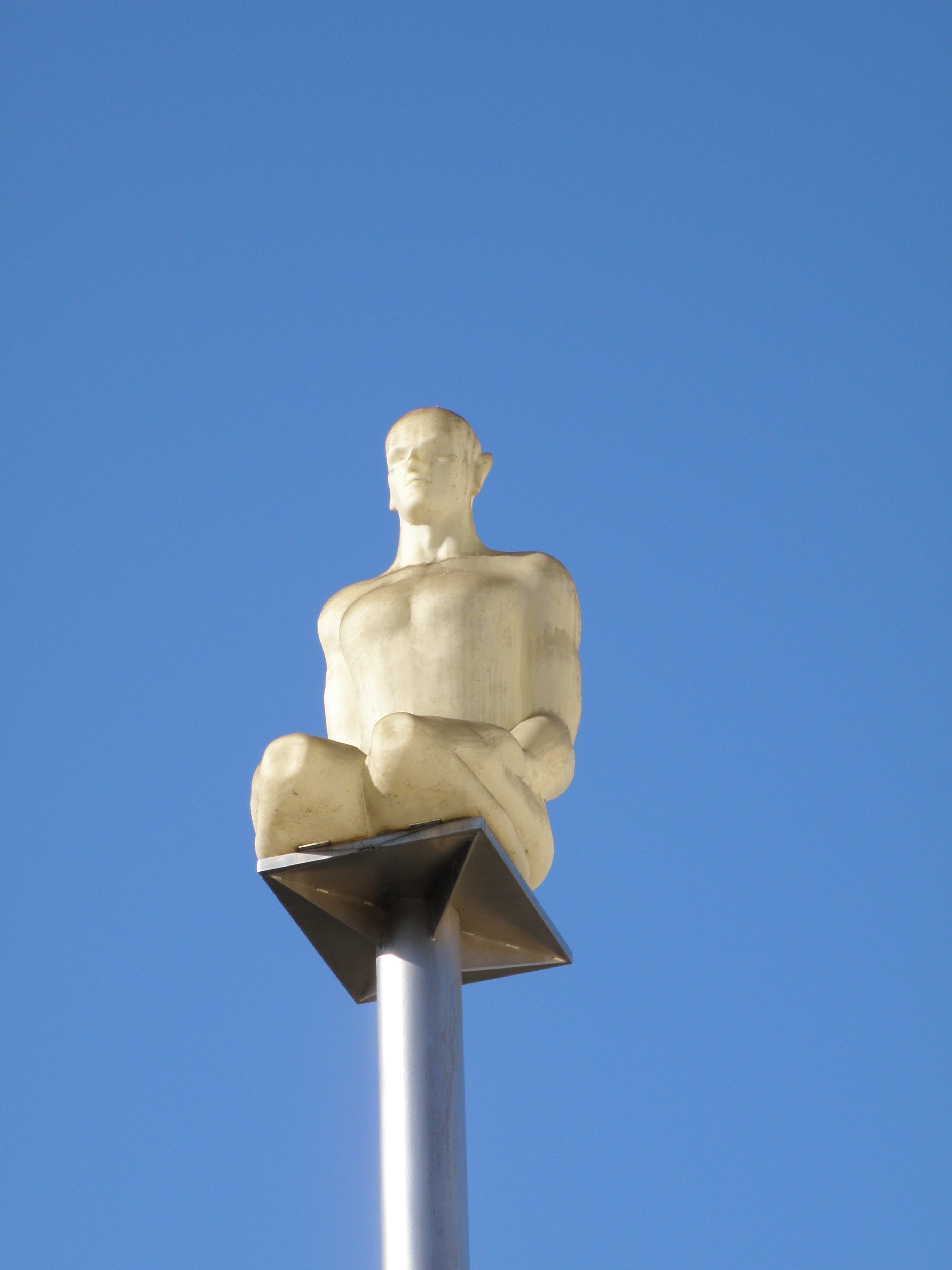
«Cos de Llum». Jaume Plensa. Biblioteca Central Xavier Amorós

## Característiques
La Biblioteca Central Xavier Amorós és un espai d'accés lliure i gratuït per la promoció de la lectura, i procura la conservació del patrimoni bibliogràfic i les obres amb continguts locals, promociona les tecnologies de la informació i col·labora amb els agents culturals i socials de la ciutat. Té una superfície útil de 2.500 m² i un fons aproximat de 120.000 documents.
S'organitza en quatre sales, segons el fons i els serveis que s'hi ofereixen:
- Sala central, que és també la sala d'actes, on es fa el préstec i es recullen les devolucions
- Sala general, on hi ha la major part del fons general, amb una sala annexa d'audiovisuals i una petita sala anomenada "en veu alta" per a treballs en grup.
- Sala infantil
- Sala de reserva i col·lecció local, amb els fons històrics de la biblioteca, l'hemeroteca històrica i els fons locals.

A més, la Biblioteca disposa d'una Sala d'estudi en un dels edificis annexos recuperats, que és al mateix temps una sala d'actes, de conferències i de trobades dels clubs de lectura.

## Fons

### Fons patrimonial
El fons històric està format per un recull de documents procedents de l'antiga Biblioteca Pública Municipal, oberta el 1876, i guardats posteriorment a l'Arxiu Històric de la ciutat fins l'obertura de la Biblioteca l'any 2003. Conformen el fons els documents adquirits per l'Ajuntament al llarg dels anys i per diverses donacions de particulars, entre les quals destaca la de Josep Sardà i Cailà feta l'any 1875 i, més recentment, la de Pere Benavent de Barberà. A la col·lecció de reserva trobareu:
Incunables i impresos del segle xvi fins a mitjan segle xx.
També forma part d'aquest fons la col·lecció de goigs donada per Salvador Torrell i Eulàlia, Torrell de Reus, formada per uns 8.000 goigs, en procés de catalogació.

#### Biblioteca històrica

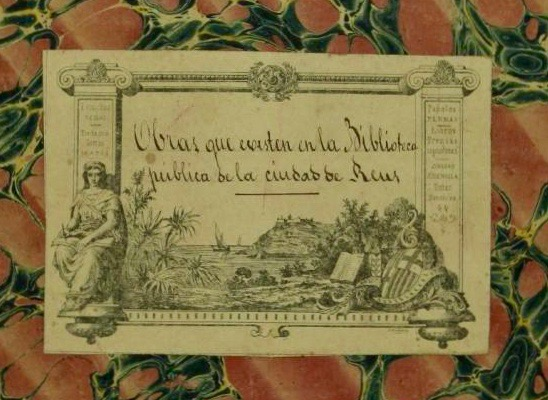
Llibre de registre de la Biblioteca elaborat per Andreu de Bofarull

L'historiador i arxiver Andreu de Bofarull va inventariar els fons existents a la biblioteca en ser nomenat bibliotecari municipal l'any 1867. Alguns dels documents referenciats no es troben actualment a la biblioteca, per pèrdua o sostracció, però ja hi consta l'inventari dels fons donats per Josep Sardà i Cailà. És un fons que per expressa voluntat del donant, no va ser inventariat, i que Bofarull, quan va incloure al catàleg els llibres donats per Sardà l'any 1876, considera format per 170 llibres, recollits en 83 títols, per una banda una important col·lecció de llibres de lleis que recullen tendències i escoles de dret des del segle XVI fins als inicis del Segle XIX, i d'altra banda llibres de temes literaris, escolars, científics, de geografia i història política, religiosos i de viatges.
A l'inventari d'Andreu de Bofarull hi consten a més altres donacions: per la senyora Llúcia Amigó, vídua de Verdaguer, un lot força interessant de llibres en llengua francesa, i per Joan Ramon Blai una bona quantitat de llibres tècnics. També hi ha altres donacions menors. Alguns llibres s'havien comprat expressament per a la biblioteca i tractaven temes diversos, sobretot literatura, i havien fet una tímida despesa en obres d'autors locals. Per fi, hi havia una part dels llibres de la biblioteca que eren de caràcter administratiu, i provenien de la secretaria de l'Ajuntament.
La donació de l'arquitecte Pere Benavent de Barberà està formada per uns dos-cents llibres de temàtica històrica, publicats majoritàriament entre els segles XVIII, XIX i inicis del XX, que procedien en part de la biblioteca del patrici reusenc Macià Vila i Mateu, de qui Benavent era descendent.

#### Incunables
La Biblioteca conserva dins del seu fons antic uns 18 incunables dels que se'n desconeix la seva procedència certa. Joaquim Santasusagna, l'erudit reusenc, diu que provenien en la seva major part de l'extinta Sociedad de Amigos, una societat formada a Reus el 1839 que havia recollit llibres procedents de la crema de convents de l'any 1835.

### Hemeroteca històrica
Reus és, després de Barcelona, la ciutat catalana que més publicacions periòdiques va publicar al llarg dels segles XIX i XX. Aquesta premsa ofereix un ampli ventall de registres ideològics (catalanistes, republicans, conservadors, obreristes…) i temàtics (culturals, de pensament, esportius, socials, professionals, lúdics…) que proven l'ebullició ideològica i social de la ciutat i de la seva àrea d'influència. L'Hemeroteca històrica en guarda una part important. Està formada per unes 250 publicacions periòdiques (diaris i revistes) dels segles xix i xx d'àmbit local i algunes d'àmbit comarcal. L'Hemeroteca històrica guarda aquelles publicacions impreses des de l'any 1813 (quan va aparèixer el primer periòdic local el Periódico Político y Mercantil de la Villa de Reus) fins a l'any 1939, quan es va prohibir l'intent de continuar la publicació del Diario de Reus pel primer ajuntament franquista.
Cal destacar per la seva llarga trajectòria títols com el Diario de Reus (1844-1845 i 1859-1939), de línia conservadora, Las Circunstancias (1874-1936), portaveu del republicanisme a la ciutat, Foment (1906-1936), d'ideologia nacionalista republicana, o Lo Somatent (1886-1903), publicat per l'Associació Catalanista de Reus, el primer diari íntegrament en català de fora de Barcelona.
Alguns dels títols de l'Hemeroteca històrica, més d'una quinzena, es poden consultar digitalitzats a la Biblioteca Virtual de Premsa Històrica. La biblioteca, a través d'un catàleg especial anomenat «Hemeroteca Històrica Local» mostra la premsa que té digitalitzada, consultable en línia.

### Fons local
El fons local o col·lecció local és la secció de la biblioteca formada pel conjunt de documents (llibres, diaris, revistes, audiovisuals...) relacionats amb l'àrea geogràfica de Reus, el Baix Camp i el Camp de Tarragona. La biblioteca busca recollir en aquest apartat tots els materials que puguin ser útils per al coneixement i estudi d'aquesta àrea geogràfica, procurant-ne la preservació i sobretot la difusió, tant dels autors locals, com de la història, la geografia i l'entorn.

### Fons general
El fons general es consulta a la sala general de la biblioteca, adreçada als usuaris adults, a partir de 13 anys. El formen tot tipus de documents: llibres, revistes, diaris, audiovisuals i material destinat a persones amb alguna discapacitat. Actualment (2019), conforma aquest fons uns 120.000 documents, tots accessibles mitjançant el catàleg en línia Argus.

## Serveis
La Biblioteca Central Xavier Amorós, a més dels serveis bibliotecaris habituals, com ara la consulta a sala, el préstec personal, el préstec interbibliotecari, l'accés a Internet i el préstec de llibres electrònics té alguns serveis específics:
- Accés a programes d'ofimàtica
- Ampliadors d'eines de contrast per a persones amb dificultats visuals
- Audiollibres
- Equipament informàtic adaptat
- Sistema de gestió de continguts (Jaws o altres)

Participa en el programa LECXIT (Programa Lectura per a l'èxit educatiu), un programa de voluntariat per a la millora de la comprensió lectora adreçat a infants de 4t i 5è de primària, promogut per la Fundació Jaume Bofill.
A més té organitzats clubs de lectura de diferents temàtiques: dos grups sobre narrativa, un club de lectura en llengua anglesa, un de titulat "Llegir teatre" sobre obres teatrals, "A punt de música", club d'audició cultural i musical, i un club de lectura de poesia. Periòdicament, la sala de Col·lecció local organitza actes i comentaris sobre obres d'autors locals.

## Xarxa de biblioteques
Segons el Mapa de la lectura pública publicat per la Generalitat, a Reus li corresponen un mínim de sis biblioteques, i l'Ajuntament va elaborar un pla de biblioteques molt abiciós. Però només s'ha construït un altre equipament, la Biblioteca Pere Anguera, dedicada a l'historiador reusenc mort l'any 2010. Es va inaugurar el novembre de 2015, i està situada a la zona sud de la ciutat amb una superfície total de 1462 m2. En una primera fase es va obrir la planta baixa i l'altell i el 2016 la resta de l'equipament.